# Brownsville (Minnesota)
Brownsville è un comune degli Stati Uniti d'America, situato nello Stato del Minnesota, nella contea di Houston.